# Полозов, Алексей Владимирович
Алексей Владимирович Полозов – инженер-архитектор.

## Биография
С 25 мая 1851 года работал штатным техником в строительном отделении виленского губернского правления . С 13 июля 1872 года младший инженер в том самом отделении.
С 12 сентября 1885 по 1903 год он занимал должность виленского губернского архитектора .
Умер в 1903 году.

## Творчество
Архитектор спроектировал в Виленской губернии около 40 православных церквей и других культовых построек. Принимал активное участие в реставрации различных зданий Старого города Вильнюса.

### Отдельные произведения

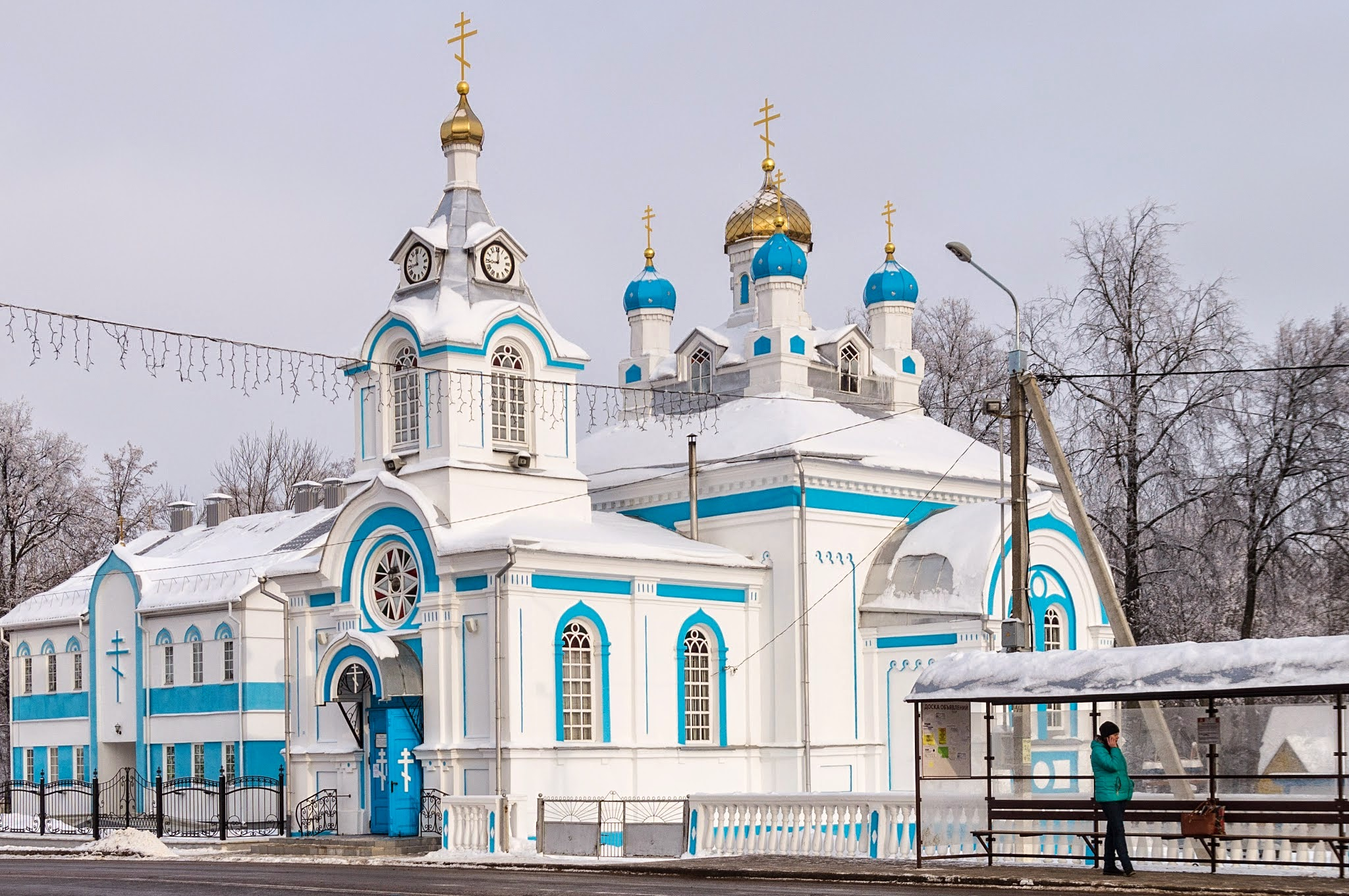
Церковь Преподобной Марии Египетской (Вилейка).

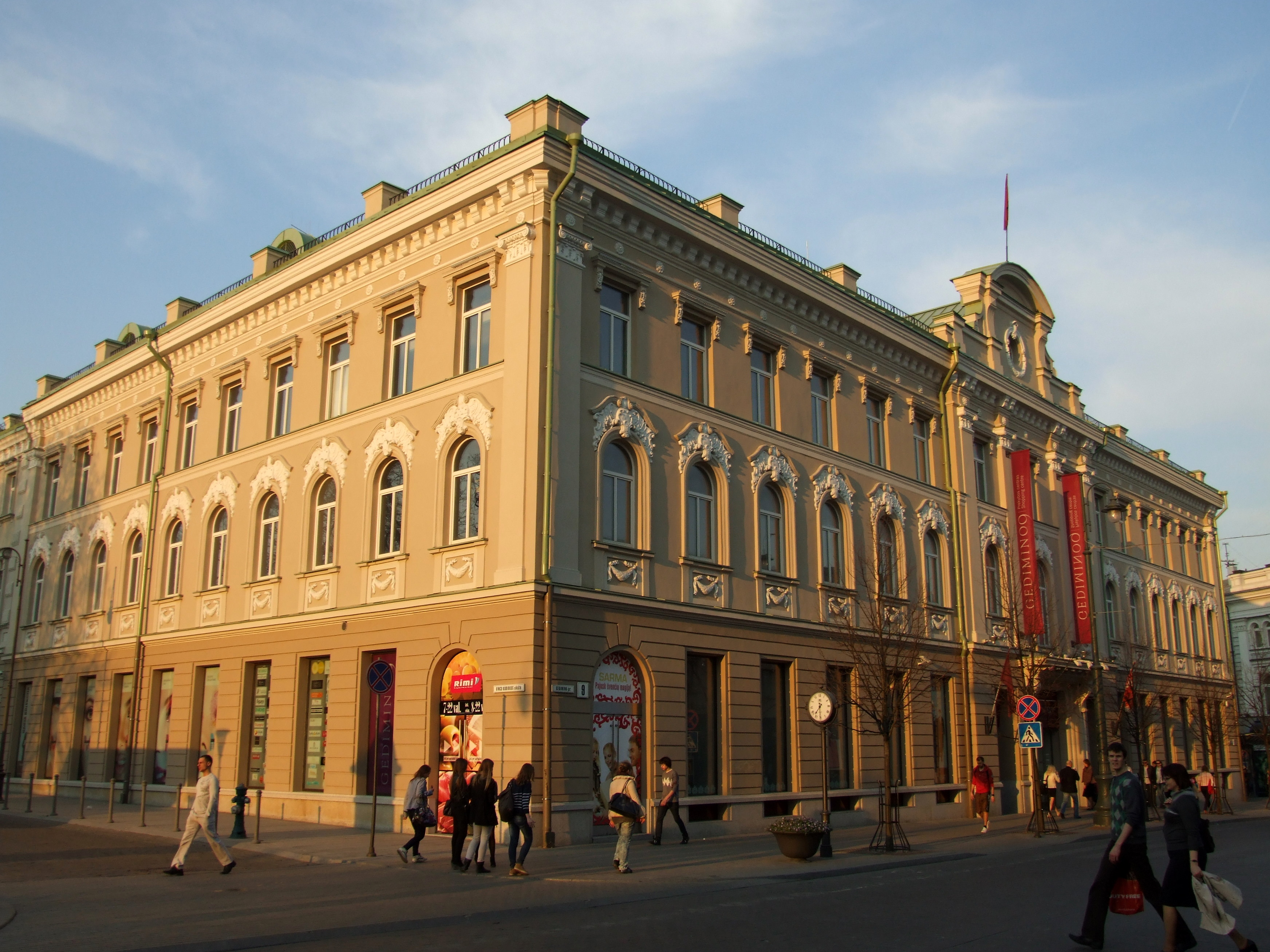
Бизнес-центр) белый

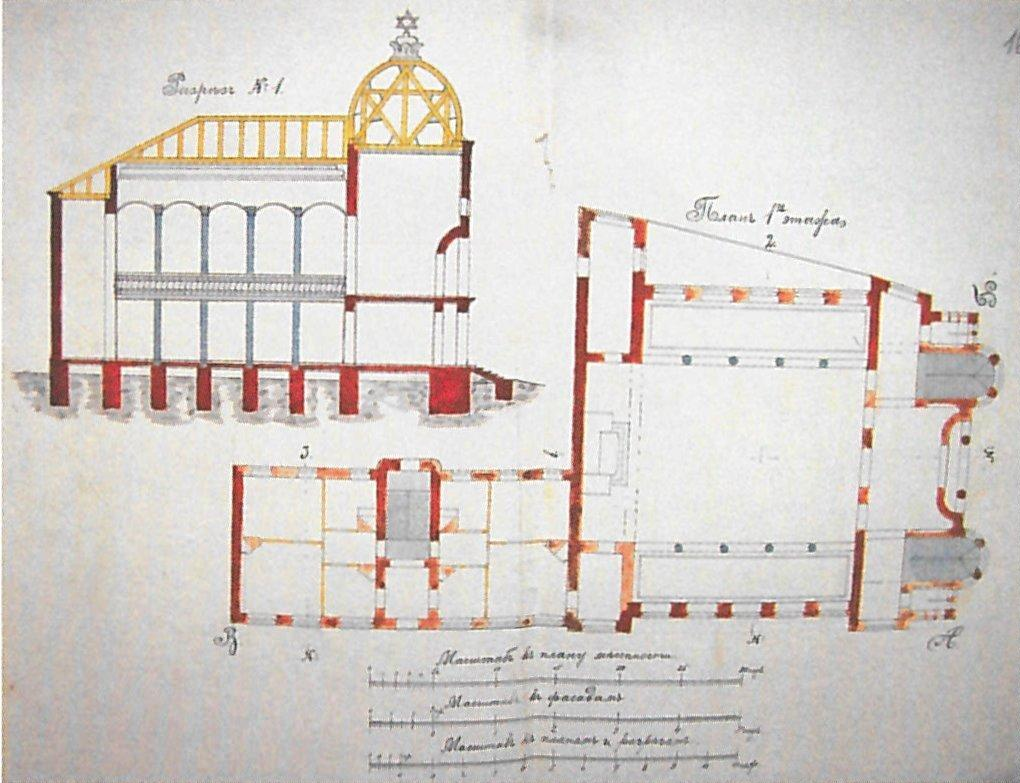
Незастроенный проект Вильнюсской хоральной синагоги авторства А. Полозова

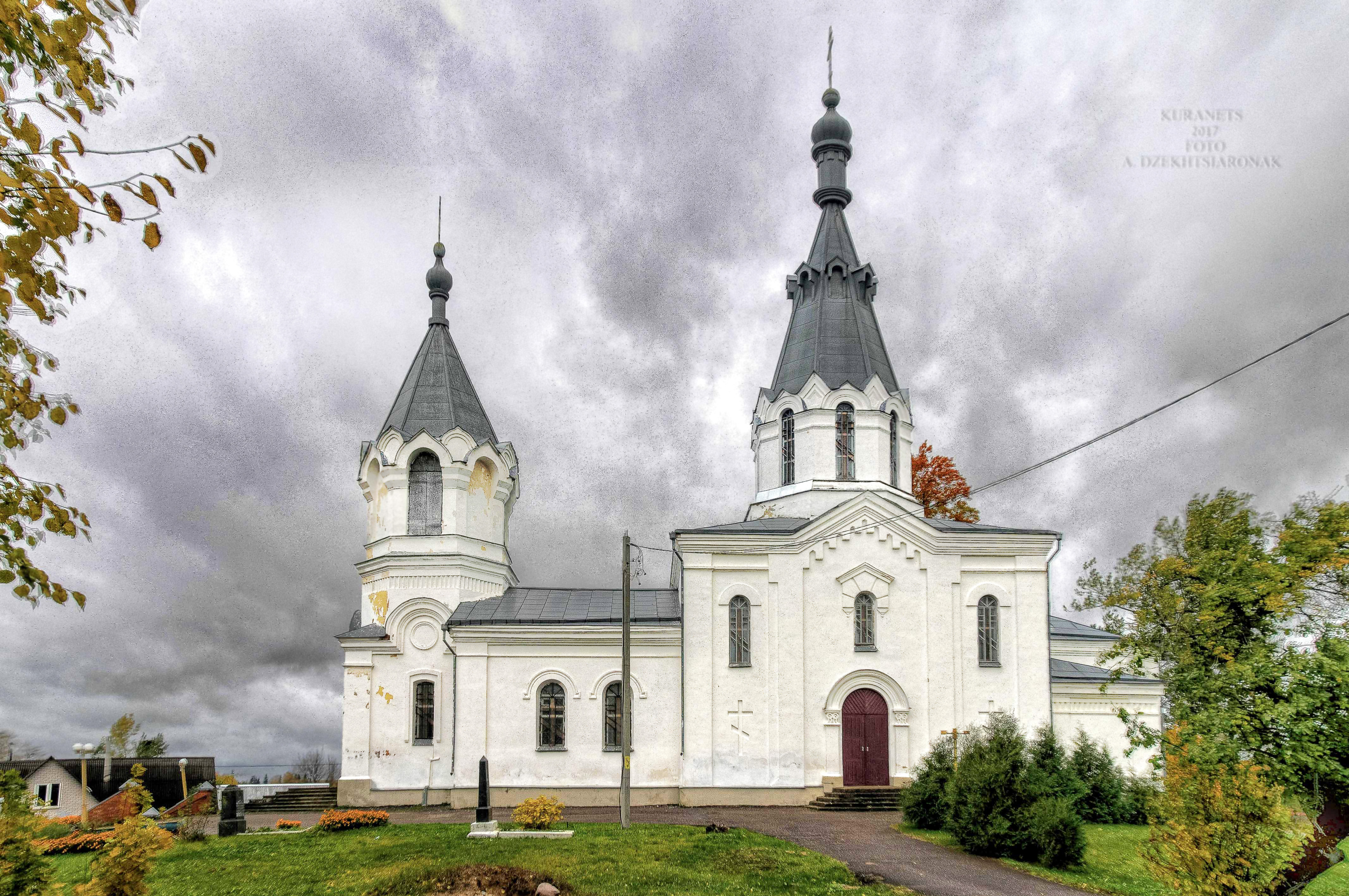
Церковь в Куренец

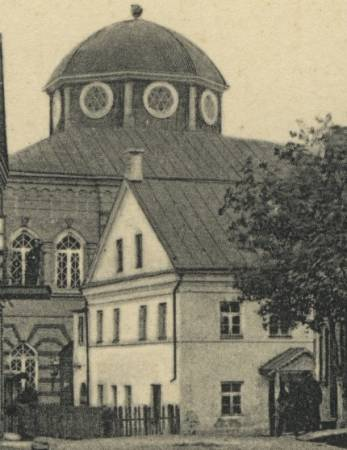
Обе лидские синагоги

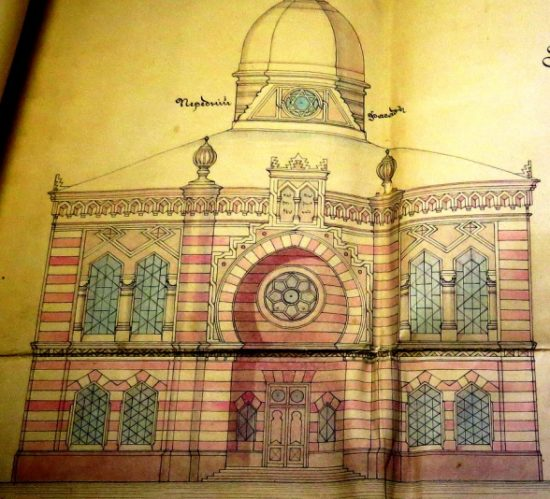
Парадный фасад из проекта Большой Лидской синагоги

- проект церкви во имя святой преподобной Марии Египетской в Вилейке (1865 г.)
- проект церкви Рождества Христова в Куренец (1866 г.)
- Проект Лидской большой синагоги (1892 г.)
- Проект Лидской синагоги 1893 г. (1892 г.)
- бизнес-центр GO9[лит.] (1893)
- реконструкция Дома сигнаторов  (1893-95)
- проект реконструкции Свято-Успенской церкви в Тургяляй (1897 г.)
- проект Церкви Адведин Девы Марии[лит.] в Гялвонае (1897)[5]
- проект здания музея денег в Вильнюсе[6]
- был автором позже отвергнутого проекта Виленской хоральной синагоги (1899). Позже он руководил его строительством по проекту Довидаса Розенхаузаса[7][8].
- проект церкви Святой Троицы в Гервятах (1899 г.)[9]

## Награды
- Орден Святой Анны 2-й степени[1]
- Орден Святого Станислава 3-й степени[1]
- имел украшенное драгоценностями кольцо, подаренное вдовствующей императрицей[1]
- Медаль в память войны 1853-56 гг.[1]